# Årets nyländska by
Årets nyländska by är Nylands landskapsstyrelsens pris för dem som värnar om en god bomiljö. Både traditionella landsortsbyar och stadsdelar kan få priset.

## Årets nyländska byar
- 1988: Vättlax, Raseborgs stad (tidigare Tenala)
- 1989: Evitskog, Kyrkslätt
- 1990: Hagalund, Esbo
- 1991: Lövkoski, Borgnäs
- 1992: Karstu, Lojo (tidigare Lojo landskommun)
- 1993: Gumtäkt, Helsingfors
- 1994: Vichtis kyrkby, Vichtis
- År 1995 ändrades valsättet och det valdes ingen årets nyländska by.
- 1996: Mariefors, Tusby
- 1997: Tanhuniitty, Träskända
- 1998: Sottungsby, Vanda
- 1999: Sveaborg, Helsingfors
- 2000: Fiskars, Raseborgs stad (tidigare Pojo)
- 2001: Kytäjä, Hyvinge
- 2002: Skåldö-Sommarö, Raseborgs stad (tidigare Ekenäs)
- 2003: Savio, Kervo
- 2004: Bobäck, Kyrkslätt
- 2005: Jamppa, Träskända
- 2006: Degerby, Ingå
- 2007: Sommaröarna, Esbo
- 2008: Sellinge, Mäntsälä
- 2009: Backgränd, Raseborgs stad
- 2010: Vihtijärvi, Vichtis